# Empty Rooms
Empty Rooms è una canzone del cantautore e chitarrista nordirlandese Gary Moore, scritta da Gary Moore ed il tastierista Neil Carter, contenuta nell'album Victims of the Future, del 1983. Di questa power ballad esistono due versioni, una della durata di 6:33 minuti, pubblicata con l'album ed un'altra, uscita come singolo nel 1984, della durata di 4:20 minuti. Si tratta di uno dei brani più famosi del chitarrista e tratta della solitudine di un uomo lasciato dalla propria donna.
LP 1969 Polydor
1) Don't Waste My Time (Thompson/Mayall)
2) Plan Your Revolution (Mayall)
3) Don't Pick A Flower (Mark/Mayall)
4) Something New (Mark Mayall)
5) People Cling Together (Mayall)
6) Waiting For The Right Time (Mark/Mayall)
7) Thinking Of My Woman (Mayall)
8) Counting The Days (Mayall)
9) When I Go (Mayall)
10) Many Miles Apart (Mayall)
11) To A Princess (Mayall)
12) Lying In My Bed (Mayall)

## Formazione
John Mayall: Vocals Keybords, Lead Guitars, Bass, Moog, Harmonica
Johnny Almond: Saxophones And Flutes
Jon Mark: Fingerstyle Guitar and 12 String Guitar
Steve Thompson: Bass Guitar
Larry Taylor: Bass Guitar